# Marko
Marko je moško osebno ime.

## Izvor imena
Ime Marko izhaja iz latinskega imena Marcus, ta pa verjetno iz etruščanskega imena Marce. Ime največkrat povezujejo z rimskim bogom vojskovanja Martom, in sicer ga razlagajo kot skrajšano obliko iz domnevnega Marti-co-s v pomenu »Martov, nanačajoč se na Marta«. Na boga Marta se nanaša tudi mesečno ime marec, to je Martius mensis. Ime Marko so nekdaj dobivali otroci, rojeni v mesecu marcu. Nekateri raziskovalci pa razlagajo ime Marcus iz latinske besede marcus v pomenu besede »kladivo.« Tretji pa razlagajo svetniško ime Marko iz hebrejskega Mar Chusi v pomenu »gospod črni«, judovsko Marcuse.

## Različice imena
- moške različice imena: Marc, Marco, Marcus, Mark, Mare, Marek, Markec, Markica, Markos, Markus
- ženske različice imena: Marka, Markica, Marklena

## Tujejezične različice imena
- pri Angležih: Mark, Marcus?
- pri Čehih, Poljakih, Slovakih: Marek (zahodnoslovanska oblika)
- pri Italijanih in Kataloncih?: Marco
- pri Fincih, Hrvatih, Srbih: Marko
- pri Nemcih: Markus
- pri Francozih: Marc
- pri Nizozemcih: Mark
- pri Madžarih: Márk
- pri Špancih in Portugalcih: Marcos
- pri Grkih: Markos

## Pogostost imena
Po podatkih Statističnega urada Republike Slovenije je bilo na dan 1. januar 2021 v Sloveniji število moških oseb z imenom Marko: 17.369. Med vsemi moškimi imeni pa je ime Marko po pogostosti uporabe uvrščeno na 3. mesto.

## Osebni praznik
V našem koledarju z izborom svetniških imen, udomačenih med Slovenci in njihovimi godovnimi dnevi po novem bogoslužnem koledarju je ime Marko zapisano 5 krat. Pregled godovnih dni v katerih poleg Maka godujejo še osebe katerih imena nastopajo kot različice imena Marko.
- 25. april, Marko Evangelist († 25. apr. 68 [?])
- 18. junij, Marko, mučenec
- 7. september, Marko Križevčan, mučenec († 7. sep. 1619)
- 7. oktober, Marko, papež († 7. okt. 336)
- 22. oktober, Marko, škof

## Priimki nastali iz imena
Iz imena Marko so nastali priimki: Markel, Markelj, Markež, Markeš, Markič, Markl, Marko. Markon, Markonja, Markošek, Markovec, Markovič, Markovčič, Marks, Markun, Markuš, Markušek in drugi.

## Zanimivosti
- V Sloveniji je devet cerkva sv. Marka. Po njih so nastala imena naselij: Markovci, Markečica, Markišavci.
- V Beli krajini so pred drugo svetovno vojno z mesedo márko poimenovali »bankovec za tisoč dinarjev«, ki je bil drugod znan kot »jur.«
- Slavni Marko je bil svetovni popotnik Marco Polo.
- Prekmurska podpokrajina Dolinsko se imenuje v ljudskem jeziku Markovsko ali Markasto, tudi dolinski Prekmurci imajo do danes vzdevek Marki. Menda je bilo v preteklosti zelo pogosto krstno ime Marko na tem področju.